# Portolan Antonia Milla
Portolan Antonia Milla – rękopiśmienny portolan (atlas żeglarski) z 1583, znajdujący się w zbiorach Biblioteki Narodowej.
Autorem atlasu był Antonio Millo, kartograf greckiego pochodzenia działający w Wenecji w drugiej połowie XVI wieku. Atlas składa się z ośmiu ozdobnych map, wykonanych na pergaminie. Mapy ozdobione są złoconymi różami wiatrów, kolorowymi ilustracjami oraz herbami krajów i miast. Każda z map ma wymiary 41x65 cm. Atlas posiada oprawę z białej skóry o wymiarach 44x33 cm. Przedstawia wybrzeża Europy Zachodniej, basenu Morza Śródziemnego, Morza Czarnego, Ameryki Środkowej i Afryki. Portolan prawdopodobnie nie był przeznaczony do używania podczas żeglugi, ale raczej do edukacji i planowania podróży.
Portolan Antiona Milla jest jednym z nielicznych dobrze zachowanych obiektów tego typu w polskich zbiorach. Zabytek znajdował się w zbiorach Biblioteki Ordynacji Zamojskiej. Po II wojnie światowej wszedł do zasobów Biblioteki Narodowej. Od 2024 portolan prezentowany jest na wystawie stałej w Pałacu Rzeczypospolitej.

## Zobacz także
- Portolan Angela Freducciego